# Primitive Technology
Primitive Technology is een YouTube-kanaal waarin met zeer primitieve middelen onder meer bouwwerken en gereedschappen worden gemaakt.
De maker, de Australiër John Plant, startte in 2015 met het uploaden van zijn filmpjes. Zonder commentaar demonstreert hij daarin een onderwerp. Zijn kanaal heeft anno april 2024 10,9 miljoen volgers en zijn filmpjes zijn ruim 1,1 miljard keer bekeken.